# Месершмит Bf 109
Месершмит Бф 109 (на немски: Messerschmitt Bf 109) е основен изтребител на Луфтвафе (Luftwaffe) по време на Втората световна война. Използван е по всички фронтове, включително в България и Северна Африка.

## История
Изтребителят Месершмит Bf 109 е произведен от фирмата Байеришен Флугцойгверке (BFW) в гр. Аугсбург, Германия. Конструктор на самолета е Роберт Лусер, като е използван вече създадения от него четириместен спортен самолет Bf 108 Taifun. През 1938 година Вили Месершмит придобива контролния пакет акции на фирмата и тя е преименувана в Месершмит АГ. Произведени са следните модификации самолети Bf 109A, Bf 109 B, Bf 109 C, Bf 109 D, Bf 109 E, Bf 109 T, Bf 109 F, Bf 109 G, Bf 109 H, Bf 109 K, като всяка от тях има няколко варианта на изпълнение, отразяващи специфични особености в конструкцията и използването като бойна машина. Обозначението на произвежданите самолети официално е Месершмит Bf 109 за всичките 83 модификации, но те са означени с E и до края на производството са известни повече с означението Ме 109.
За пръв път Bf 109 А с двигател Junkers Jumo 210 и мощност 680 hp, въоръжен с две леки картечници, е използван по време на въоръжения конфликт в Испания през 1937 година. Самолетът е бавен, слабо въоръжен и неефективен. През 1937 година е произведен и изпитан в бойна обстановка в Испания Bf 109 В, въоръжен с три картечници и максимална скорост 450 km/h. Работата по подобряване въоръжението и полетните характеристики продължава, като се увеличава мощността на двигателя, но въпреки това остават детските болести на този изтребител – лош обзор от кабината на пилота, малка далечина на полета, което ограничава от тактическа гледна точка използването на изтребителя, чести аварийни кацания поради малка ширина между колелата на колесника.
През 1940 година Луфтвафе разполага с 1350 изтребителя Ме 109. 775 от тях са свалени по време на водената въздушна война с Кралските ВВС на Великобритания в т.нар. Битка за Британия през 1940 година. До ноември 1941 година на Източния фронт са унищожени 1000 самолета. В заводите на Германия, Чехия, Унгария, Румъния и Испания са произведени около 40 000 изтребителя.

## Конструкция
Me 109 е едноместен, едномоторен самолет-моноплан с двигател с вътрешно горене и водно охлаждане.
Изцяло метална конструкция с изключение на кормилните плоскости. Самолетът е използван в ролята на изтребител, изтребител-прехващач, а също и за щурмови самолет. Бронирано челно стъкло. Бронирана отзад седалка на пилота. Под седалката на пилота се намира основният горивен резервоар, брониран от задната си страна срещу стрелба от задна полусфера.
При аварийно напускане на самолета остъклението на кабината се изхвърля. Има много аварии с неопитни пилоти при излитане заради тесния коловоз на предните прибираеми колесници. В късната фаза на войната вертикалното кормило е с дървена конструкция.
Ме 109 е самолетът, на който е летял най-големият ас на всички времена Ерих Хартман. С него е свалил 352 противникови самолета.

## Въоръжение
Оръжията на Me 109 са разположени на следните места в корпуса на самолета:
- 1. Над двигателя – картечници, със синхронизирана стрелба спрямо въртенето на лопатите на винта
- 2. Зад двигателя, дулото на оръжието е между цилиндровите глави на двигателя и преминава през кухия вал на редуктора на витлото
- 3. Вградени в полукрилата
- 4. В гондоли под полукрилата
- 5. Неуправляеми ракети – под полукрилата

## Въоръжение на различните варианти на Месершмит 109
- Me 109 E-3 – 2x20 mm оръдия MGFF, 2х60 снаряда 2х7,9 mm картечници MG17, 2х1000 патрона
- Me 109 F-2 – 1x15 mm картечница MG151, 1х200 снаряда 2х7,9 mm картечници MG17, 2х500 патрона
- Me 109 F-4 – 1х20 mm оръдие MG151/20, 1х150 снаряда 2х7,9 mm картечници MG17, 2х500 патрона
- Me 109 G-2 – 1x20 mm оръдие MG-151/20, 1х150 снаряда 2х7,9 mm картечници MG17, 2х500 патрона
- Me 109 G-6 – 2x20 mm оръдия MG151/20 под крилете, 1х150 снаряда 2х13.2 mm картечници MG131, 2х300 патрона
- Me 109 G-6/U4 – 1х30 mm оръдие MK108, 1х60 снаряда 2х13.2 mm картечници MG131, 2х300 патрона
- Me 109 K-2 – 1x30 mm оръдие MK108, 1х60 снаряда 2х13.2 mm картечници MG131, 2х220 патрона

## Производство
Типовото означение на самолета е Ме, в това число и на доставените в Царство България машини, но те често неправилно са посочвани като Bf. Разминаването идва от това, че главният конструктор Вили Месершмит работи за дружеството „Баварски самолетни фабрики АД“ („Bayerische Flugzeugwerke AG“) и фактически от 1928 г. има контролен пакет акции в дружеството. На 11 юли 1938 г. то е преструктурирано от държавата в „Месершит АД“ („Messerschmitt AG“) със седалище и основна фабрика в Аугсбург-Хаунщетен, като Месершмит става председател на управителния съвет. Свързаната с дружеството фабрика в Регенсбург запазва наименованието си „Баварски самолетни фабрики Регенсбург ООД“ („Bayerische Flugzeugwerke Regensburg GmbH“) по настояване на Имперското министерство по въздухоплаването, тъй като е силно разширена и обновена с негово финансиране. Градската управа на Аугсбург отхвърля подобно предложение от страна на министерството за фабриката в Хаунщетен. На 13 ноември 1940 г. името също е променено на „Месершмит Регенсбург ООД“ („Messerschmitt Regensburg GmbH“). Производството на Ме 109 се извършва във фабриките в Регенсбург и Обертраублинг.
След Аншлуса на Австрия към Третия райх самолетната фабрика във Вийнер Нойщад е предадена на 13 март 1938 г. под контрола на „Берлинска въздушно-транспортна кантора ООД“ и впоследствие под името „Виенско нойщадски самолетни фабрики ООД“ („Wiener Neustädter Flugzeugwerke GmbH (WNF)“ влиза в дружеството „Месершмит АД“. Производствените мощности на фирмата се намират във:
- фабрика I (Вийнер Нойщад – Вийнерщрасе),
- фабрика II (Вийнер Нойщад – Потендорферщрасе),
- фабрика III (Фишаменд),
- фабрика IV (Обер-Графендорф)
- фабрика V (Клагенфурт, бивша тютюнева фабрика).
За разлика от останалите предприятия от военно-промишления комплекс в Третия райх и въпреки значимостта си, концернът „Месершмит АД“ с дъщерните си фирми остава частен, а не е одържавен, което е изключение от държавната политика.
Основен производител на Ме 109 са фабриките в Регенсбург с близо 15 000 бройки, „Машинна фабрика Ерла ООД“ („Erla Maschinenwerk GmbH“) в Лайпциг-Хайтерблик с близо 11 000 бройки и фабриките във Вийнер Нойщад и Австрия с около 8500 бройки от общо над 33 000 произведени Bf/Ме 109.
Производството на самолета протича в множество фабрики. Това са основните BFW Аугсбург (до 1940 г.), „Месершмит Регенсбург ООД“, „Самолетни фабрики Вийнер Нойщад“, „Машинна фабрика Ерла“ в Лайпциг, а наред с тях в по-малък мащаб участват и „Фабрики Герхард Фийзелер“ в Касел (GFW),
"Самолетни фабрики AGO [Авиатор Густав Ото] ООД" в Ошерслебен, дружеството „Фоке-Вулф“ в Бремен и Берлин, дружеството „Арадо-Варнемюнде“. Освен това вагонната фабрика на унгарския концерн на Manfréd Weiss в Гьор, Унгария (днес компанията „Rába“) произвежда няколкостотин бройки от модела Густав по лиценз, а дъщерната Вийнер Нойщадска фабрика организира военновременно производство в Моравия, което след войната ще доведе до чехословашките Avia S.99/199.

## Me 109 в Българските въздушни войски
На въоръжение във Въздушните на Н.В. войски са постъпили -19бр. Bf.109E и 143 изтребителя Ме 109 G. Общият брой на Ме-109G самолети не е уточнен, тъй като част от пратките са закупени в рамките на международния клиринг между Царство България и Германия, други са дарени от Гьоринг, има и дарени от RML (Министерството на въздухоплаването на Германия) според различни източници Военновъздушните сили са получили и 19 броя изтребители Ме 109 Е, т.е. на въоръжение са били 164 самолета от този тип. На въоръжение е от 1940 г., когато са доставени закупените нови 10 бр. Ме 109 Е-4 (Е-3а) „Стрела“, втората партида от 9бр. са Bf 109Е7 и са втора ръка. Докато самолетите от модела Густав са използвани като основни за противо-въздушната отбрана на София, то самолетите от модела Емил са използвани за патрулиране в перифериите на Царството. Основно това е извършвано от летищата в Балчик и Сарафово (временните 682-ро и 692-ро ято към Черноморската отбрана с по пет машини всяко) и от летището в Скопие.
След април 1945 г. български пилоти и летища (в Божурище и Карлово) са използвани за прехвърляне на трофейни Ме 109 G-6, G-10 и учебно-бойни G-12. Началото им започва с „бързото“ даряване и след това пребазиране в България на 22 самолета от горското летище край Целтвег – Австрия, след средата на май 1945 г. Там са били базирани голямо количество нови или малко използвани немски и унгарски Вф-109 от модификациите Г-6, Г-10, Г-14 (по непотвърдени данни и К) и ФВ-190, които са попадали във вече английски протекторат, но нашите летци и техници успяват да си вземат 22 самолета до идването на англичаните. Най-вероятно са взели от всички серии на модификацията „Г“, на принципа: „Въртиш ключа, палиш и караш!“, след бърз оглед и кратко техническо обслужване. Доставките на самолети от различните серии на модификацията „Г“ продължават периодично до края на 1945 г., като останалите трофейни самолети освен първите 22 броя, са били транспортирани с влакови композиции през Югославия. Трофеите на летище Целтверт са на Първа българска армия. България получава и част от трофейните самолети намерени на летище Печ – Унгария, тези самолети са трофеи на Трети украински фронт и са дарени като помощ на България. По неофициални данни общата доставка на трофейни Вф-109 от различните модификации за България след края на войната, е над 80, може би около 100.
- Messerschmitt Me 109 E-4/E-7 „Стрела“ – едноместен едномоторен изтребител. Двигател Daimler-Benz DB-601A, 12-цилиндров, V-образен с водно охлаждане и мощност 864 kw/1175 hp. Въоръжение 2х7,92 mm синхронни картечници и 2х20 mm крилни оръдия. 10 броя новопроизведени Ме 109Е-4 са доставени през 1940 година, а през 1940 година са доставени девет Ме 109Е-7 втора ръка от Луфтвафе в две доставки от пет и четири машини съответно. Някои от машините втора ръка са в тропическо изпълнение.
- Me 109 G-2 „Стрела“ – едноместен едномоторен изтребител. Двигател Daimler – Benz DB 605 A-1, 12-цилиндров V-образен двигател с водно охлаждане и мощност 1085 kw/1475 hp. Първите 16 изтребителя са доставени през март 1943 г. Следва доставка на още 13бр. през пролетта на 1943 г., август 1943 г. още 48бр. и последните 25бр. през януари-февруари 1944 г.[3]
- Me 109 G-6 „Стрела“ – едноместен едномоторен изтребител. Поради по-големия размер на картечниците, монтирани над двигателя, е променен обтекателят на двигателя с характерни издутини, които го отличават от другите варианти на модификацията G. Двигателят е DB 605 A, 12-цилиндров, V-образен с водно охлаждане и мощност 1085 kw/1475 hp. Самолетите са подарък от Луфтвафе в началото на януари 1944 година. Общият им брой е 40[3].
- Ме 109 G-4 „Стрела“ – едноместен едномоторен изтребител с модерно родиооборудване и възможности за оборудване с аерофотокамера. Използва се и като разузнавателен самолет (вариант G-4/R и G-4/R2). Двигателят е същия както при G-2. Официално този вариант самолети не са доставяни за Българските въздушни войски и броят им не е уточнен. При обмяната на самолети, подлежащи на ремонт в завод в Румъния, вместо предадените G-2 са върнати G-4 през 1944 година. Предадените в България самолети не са окомплектовани с фототехника.

След Втората световна война повечето от оцелелите машини са предадени като военни репарации на Титова Югославия. Отделни бройки са използвани като учебни в Народните военновъздушни сили на България до началото на 50-те години, когато липсата на резервни части прави по-нататъшната им експлоатация невъзможна.

## Технически характеристики на Me 109 G-2
- Дължина – 8,94 m
- Височина – 3,20 m
- Разпереност – 9,92 m
- Носеща площ – 16,20 m2
- Маса, празен – 2520 kg; (2600 kg за Me 109 G-6)
- Маса, стартова – 3150 kg; (3200 kg за Ме 109 G-6)
- Скорост, максимална – 623 km/h; (630 km/h за Me 109 G-6)
- Скорост крейсерска (за пътуване на дълги разстояния) – 525 km/h; (520 km/h за Me 109 G-6)
- Таван на полета – 11 000 m; (12 100 m за Me 109 G-6)
- Далечина на полета – 725 km; (650 km за Me 109 G-6)